# Aulus Platorius Nepos
Aulus Platorius Nepos was een Romeins politicus en militair die in het begin van de 2de eeuw actief was.
Platorius Nepos was gouverneur van Germania Inferior. Hij was een goede vriend en mogelijk een verwant van keizer Hadrianus. Mogelijk heeft hij Hadrianus in 122 vergezeld tijdens zijn bezoek aan Brittania. In dat jaar werd hij tot gouverneur van Britannia benoemd. Hij hield  toezicht op de bouw van de Muur van Hadrianus. Waarschijnlijk bracht hij het legioen VI Victrix mee vanuit Colonia Ulpia Traiana (bij Xanten) naar de Tyne-vallei om daar te helpen bij de bouw van de muur van Hadrianus. Mogelijk was dit ook ter vervanging van het legioen IX Hispana dat omstreeks 108 uit Britannia was vertrokken. 
Nepos' enorme uitgaven aan de grensversterkingen leidden ertoe dat hij de gunst van Hadrianus verloor. Rond het jaar 125 werd hij vervangen.